# 波森大公國

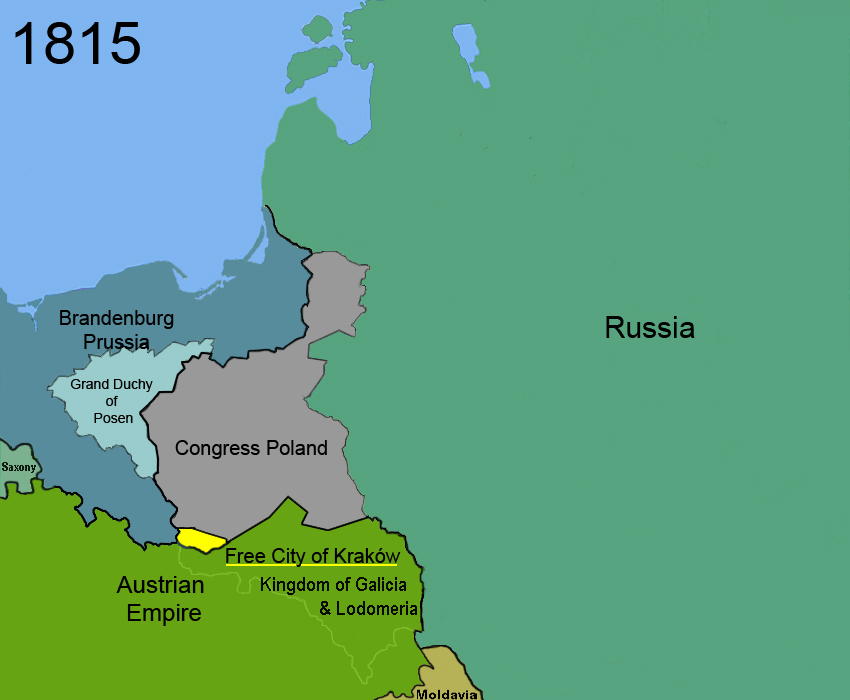
1815年後，瓜分波蘭的領土分屬被最終劃定，俄羅斯波蘭領地建立了波蘭會議王國，奧地利波蘭領地建立了加利西亚和洛多梅里亚王国，普魯士波蘭領地建立了波森大公國

波森大公國（德語：Großherzogtum Posen）是普魯士王國的一部分，在普魯士瓜分波蘭後吞併的領土上創建，並於1815年拿破崙戰爭後正式成立。根據維也納會議上的協定，大公國應享有部分自治權，然而實際上卻成為了普魯士的傀儡，其中的波蘭族亦未得到應有的權利。1849年2月9日，普魯士官方將大公國改名為波森省。而舊名字則隨後變為該地區的別名，特別是波蘭人尤其常用。而現代則被歷史學家用來指稱1918年之前的不同政治實體。首府是波森（波蘭語：（波茲南））。
在1848年12月5日，新的《普魯士憲法》發布，大公國被波森省正式取代。